# 曇天
《曇天》（日语：曇天）是日本搖滾樂團DOES的第7張單曲，於2008年6月18日由Ki/oon Music發行。

## 概要
《曇天》距離前作《Subterranean Baby Blues》發行約8個月，為DOES在2008年發行的首張單曲，是東京電視台動畫《銀魂》的第五首片頭曲（2008年4月3日至9月25日），同時是DOES繼《修羅》後再次為《銀魂》演唱的動畫歌曲。

## 收錄內容
| CD       | CD            | CD         | CD       | CD   |
| 曲序     | 曲目          | 词曲       | 编曲     | 时长 |
| -------- | ------------- | ---------- | -------- | ---- |
| 1.       | 曇天          | 氏原ワタル | DOES     | 3:09 |
| 2.       | Summer Sunset | 氏原ワタル | DOES     | 1:48 |
| 总时长： | 总时长：      | 总时长：   | 总时长： | 4:57 |